# A-319
La A-319 es una carretera autonómica andaluza, perteneciente a la red intercomarcal de carreteras de la Junta de Andalucía. Une las localidades de Peal de Becerro (Jaén) (A-315) y Hornos (Jaén) (A-317). 
La carretera discurre en dirección suroeste-nordeste, y es el eje central de la zona sur del parque natural de las Sierras de Cazorla, Segura y Las Villas. Pasa por las siguientes localidades:
- Peal de Becerro
- Cazorla
- La Iruela
- Burunchel
- Arroyo Frío
- Coto Ríos
- Solana de Padilla
- Tranco
- Cañada Morales
- Guadabraz
- El Majal
- El Tovar

Comienza en una glorieta a la altura del kilómetro 22 de la carretera autonómica A-315, y circunvala Peal de Becerro por el norte en dirección a Cazorla. A lo largo de este tramo, la carretera presenta carriles separados para cada sentido y arcenes, circunstancia que desaparece al llegar a Cazorla para convertirse en una carretera de montaña.
La carretera atraviesa Cazorla desde la parte baja hasta la zona alta. En la Plaza de la Constitución (o de la Tejera) la carretera realiza un giro de 180° durante el cual los dos sentidos de circulación siguen una misma trayectoria.
Justo después de Cazorla aparece La Iruela. Tras pasar la localidad de Burunchel se encuentra el control de acceso al parque natural de las Sierras de Cazorla, Segura y Las Villas; este control, como el resto de los existentes en el parque, hoy día se encuentra en desuso. La calzada se eleva hasta el Puerto de las Palomas a 1240 m s. n. m., desde donde desciende hacia el llamado empalme del Valle (que da acceso a otras zonas del parque) y posteriormente hacia el río Guadalquivir. 
Continúa junto al curso del río Guadalquivir sobre el cual cruza un par de ocasiones. Pasa por Arroyo Frío, el centro de interpretación Torre del Vinagre y el pueblo de Coto Ríos.
Posteriormente aparece el Embalse del Tranco de Beas, el cual bordea a lo largo de toda la orilla izquierda. Seguidamente cruza sobre la presa del mismo, punto en el cual existe un semáforo que permanece cerrado durante 2.25 minutos en cada sentido para regular el tráfico sobre la presa. Tras pasar por el poblado de El Tranco, continúa bordeando el embalse por la orilla derecha hasta enlazar con la carretera autonómica A-317 a la altura del kilómetro 23, justo bajo la localidad de Hornos.